# Grand Lake (Newfoundland)
Grand Lake är en sjö i Kanada.   Den ligger i provinsen Newfoundland och Labrador, i den östra delen av landet, 1 400 km öster om huvudstaden Ottawa. Grand Lake ligger 85 meter över havet. Arean är 537 kvadratkilometer. Den sträcker sig 12,9 kilometer i nord-sydlig riktning, och 14,0 kilometer i öst-västlig riktning.
I omgivningarna runt Grand Lake växer i huvudsak blandskog. Trakten runt Grand Lake är nära nog obefolkad, med mindre än två invånare per kvadratkilometer.